# Turó del Xai
El Turó del Xai és una muntanya de 366 metres que es troba al municipi de Barcelona, a la comarca del Barcelonès.